# Puhi
Puhi (Kīlauea) – jednostka osadnicza w Stanach Zjednoczonych, w hrabstwie Kauaʻi.